# Научно-исследовательский и проектный институт азотной промышленности и продуктов органического синтеза
Научно-исследовательский и проектный институт азотной промышленности и продуктов органического синтеза (сокращенное наименование ОАО «ГИАП») в Москве.
ОАО «ГИАП» возглавляет Группу компаний ГИАП, в которую также входят: ООО «НИАП» в Новомосковске (Тульская обл., Россия), ООО «Химтехнология» в Северодонецке (Украина), АО «Алвиго» в Таллинне (Эстония) и ООО «НТЦ «Алвиго» в Киеве (Украина).
Адрес: город Москва, улица Земляной вал, дом 50А/8, строение 4. Почтовый индекс 109028

## История создания ГИАП
Фактически началом деятельности ГИАП считается апрель 1931 года, когда был организован Государственный институт азота. Позже в 1932 году создан ГИПРОАзот. После тесного взаимодействия на протяжении более 10 лет, институты объединились, организовав Государственный Институт Азотной Промышленности (ГИАП) с опытным заводом в г. Видное.
В структуру ГИАП входили: три технологических отдела — отдел синтеза и газификации, кислотно-солевой и отдел глубокого холода; специалисты по процессам и аппаратам, лаборатории по изучению физико-химических свойств газов, жидкостей и их смесей, фазовых равновесий, растворимости и т. д., необходимых для новых технологических разработок, исследованию коррозионных свойств материалов, разработки новых средств аналитического контроля; отделы по всем направлениям проектирования; общехозяйственные службы; плановый отдел; позднее были организованы вспомогательные отделы, такие, как научно-технической информации и патентный.
Главными задачами, стоящими перед ГИАПом в то время, были: совершенствование существующих технологий и аппаратов на действующих комбинатах, построенных по проектам Химпроекта и Гипроазота (Чернореченском, Березниковском, Горловском, Новомосковском, Днепродзержинском, Кемеровском и Чирчикском); разработка новых технологий, новых конструкций аппаратов; уход от генераторного газа, как сырья для получения водорода, переход на коксовый, а затем на природный газ; проектирование новых азотно-туковых комбинатов.
В годы развития «большой химии» в СССР ГИАП разработал и успешно освоил крупнотоннажные производства:
• аммиака — более 40 агрегатов;
• азотной кислоты — 89 агрегатов;
• аммиачной селитры — 24 агрегата;
• метанола — 15 агрегатов
• капролактама — 9 агрегатов.

### Филиалы Института
В период с 1942 по 1975 г.г. в ГИАПе было образовано 9 региональных филиалов:
- в 1949 г. Северодонецкий филиал ГИАП на Украине, имевший опытный завод;
- в 1952 г. Дзержинский филиал ГИАП, имевший опытный завод;
- в 1953 г. Днепродзержинский филиал ГИАП на Украине, имевший опытный завод;
- в 1954 г. Кемеровский филиал ГИАП;
- в 1958 г. Новомосковский филиал ГИАП, имевший опытный завод;
- в 1959 г. Чирчикский филиал ГИАП в Узбекистане, а также Новгородский филиал (на территории Новгородского Азота);
- в 1973 г. Гродненский филиал ГИАП в Белоруссии;
- в 1975 г. Тольяттинский филиал ГИАП.

С распадом Советского союза Государственный институт прекратил своё существование, а большая часть его филиалов была реорганизована в частные компании:
- Московский ГИАП был преобразован в ОАО «ГИАП», г. Москва;
- Северодонецкий филиал ГИАП был преобразован в ООО «Химтехнология»;
- Дзержинский филиал ГИАП был преобразован в ОАО «НИИК»;
- Днепродзержинский филиал ГИАП был преобразован в ГП УКРГИАП;
- Новомосковский филиал ГИАП был преобразован в ООО «НИАП»;
- Чирчикский филиал ГИАП входит в состав компании ОА «Максам-Чирчик»;
- Гродненский филиал ГИАП был преобразован в ОАО «ГИАП», г Гродно;
- Тольяттинский филиал ГИАП вошёл в ОА «Тольяттинский институт азотной промышленности»;
- Новгородский филиал ГИАП входит в состав Группы компаний «Акрон».

В 1994 году главный институт в Москве переформирован в Открытое акционерное общество «ГИАП». В 2004 году ГИАП вошёл в Группу компаний Алвиго, В 2019 году Совет директоров принял решение вернуться к историческому названию, так Группа компаний Алвиго была переименована в Группу компаний ГИАП.
В настоящее время Группа компаний ГИАП включает в себя: АО «Алвиго» (г. Таллинн, Эстония), ООО «НИАП» (г. Новомосковск), ООО Химтехнология (г. Северодонецк, Украина), Научно-технический центр Алвиго (г. Киев, Украина) и ОАО «ГИАП» (г. Москва), а также обособленные подразделения в городах Тольятти, Россошь и Кемерово.

### История и развитие технологии ГИАП производства аммиака
Одной из важнейших задач ГИА в первые годы его существования была замена импортных катализаторов синтеза аммиака на отечественные. Уже в 1934 году специалисты ГИА предложили катализатор для синтеза аммиака, не уступающий по производительности импортным. Группа сотрудников ГИА разработала конструкцию отечественных электролизёров.
В середине З0-х годов возникла идея осуществлять синтез аммиака под сверхвысоким давлением 5000 атм. Предполагалось иметь выход аммиака 60-65 % без катализатора и предварительной очистки технологического газа. Однако идея не нашла промышленного применения. Работниками Гипроазота З. И., Гимпельсоном, Г. С. Подольским, А. А. Матвиенко была интенсифицирована работа колонн синтеза аммиака на Горловском комбинате. Был устранён дефект конструкции насадки колонн синтеза аммиака системы Найтроджен, что позволило достигнуть проектной мощности.
Первые этапы развития производства аммиака характеризовались стремлением к совершенству отдельных технологических звеньев общего процесса. Строительство новых заводов и установок осуществлялось на основе всё более рациональных и совершенных технологических схем, применялись всё более надёжные конструкции технологических аппаратов и энергетических машин, более активные, селективные и стабильные катализаторы, растворители и поглотители. Росла автоматизация управления производством, использовались достижения химической физики, укрупнялись мощности единичных агрегатов синтеза аммиака.
В развитии азотной промышленности СССР большое значение имел перевод производства на более экономичный и менее дефицитный, по сравнению с коксом, вид сырья — природный газ. Это потребовало изменения методов получения и очистки технологического газа, разработки новых видов технологического оборудования, аппаратов и арматуры, разработки новых видов катализаторов, увеличения производительности установок.
В середине 60-х годов в химической технологии, и в первую очередь в производстве аммиака, произошли коренные изменения. Эти изменения были подготовлены теорией химической технологии, разработавшей принцип построения энерготехнологических схем производства. Этот принцип предусматривал генерирование всей энергии, необходимой для осуществления процесса производства внутри технологической схемы.
К середине 60-х г.г. в ГИАП были накоплены значительные знания и опыт в области химической технологии, кинетики и катализа, аппаратурного оформления процессов. Всё это позволило осуществить конверсию природного газа в трубчатых печах, низкотемпературную конверсию оксида углерода, очистку технологического газа от диоксида углерода и тонкую каталитическую очистку синтез-газа от кислородсодержащих оксидов углерода под давлением 35*108 Па.
В результате огромного объёма творческой работы специалистов ГИАП, а также коллег из многих отраслей промышленности: учёных и инженеров технологов-химиков, металлургов и машиностроителей, энергетиков и специалистов по автоматизации был спроектирован, строителями и монтажниками сооружён современный агрегат производства аммиака. Большая работа была проделана на заводах, в цехах производства аммиака.

### История и развитие технологии ГИАП производства азотной кислоты

#### Производство неконцентрированой азотной кислоты
В 1931 году на Чернореченском химзаводе был запущен цех азотной кислоты системы Дюпон под давлением 9 атм. В 1933 году в Березниках началась эксплуатация первой, а в 1935 году второй очереди азотно-кислотного цеха, построенного по проекту фирмы Уде. Катализатор этой фирмы представлял собой тончайшие полоски платиновой фольги. Они были сложны в изготовлении и эксплуатации. В1943 году контактные аппараты Уде были заменены обычными аппаратами, работающими с платиновыми сетками.
Основными задачами, стоявшими перед советскими учёными в то время, была разработка отечественных альтернатив иностранным технологиям и оборудованию. И уже в 1933 году началось строительство азотно-кислотной установки на Горловском азотно-туковом заводе по проекту Гипроазота, превосходящей по своим показателям импортные установки.
В первых установках по производству азотной кислоты вопросы очистки аммиака и воздуха были решены неудовлетворительно. По этой причине конверсия не превышала 92-94 %.
Учитывая это, в тридцатые годы, особенно в послевоенный период, в ГИАПе были разработаны новые методы очистки, в том числе водная очистка, и др. Была также разработана новая система очистных устройств, которая предусматривала очистку воздуха и аммиака не только от механических, но и химических примесей. В результате удалось значительно повысить степень конверсии аммиака в окись азота — до 98 %.
При возросших масштабах производства неэффективными оказались аппараты малого диаметра — 300 и 1000 мм. В ГИАПе была разработана конструкция аппаратов диаметром 2 000 и 2 800 мм, работающих при атмосферном давлении, и диаметром 500 мм для установок с повышенным давлением. Для обеспечения большей сохранности катализаторных сеток и уменьшения потери тепла, выделяющегося при окислении аммиака, на установках, работающих под атмосферным давлением, подача воздушно-аммиачной смеси была произведена сверху (ранее газовая смесь поступала снизу).
В качестве катализатора окисления аммиака в течение ряда лет использовалась сетка, изготовленная из чистой платины. При этом обеспечивалась степень конверсии 92 %. Срок работы установок под атмосферным давлением был в пределах 6-8 месяцев.
Начиная с 1934 года, стали применять сетки из сплава, содержащего 90-93 % платины и 7-10 % родия. Они были лучше по каталитической активности и механической устойчивости.
В 1943 году в ГИАПе начались работы по изысканию новых более дешёвых катализаторов для окисления аммиака. Разработанная сетка из сплава, состоящего из 93 % платины, 3 % родия и 4 % палладия, получившая название «Катализатор ГИАП-1» в 1946-48 гг. полностью вытеснила применявшиеся ранее сетки из чистой платины и платиново-родиевого сплава. Этот катализатор имел более высокую каталитическую активность, был более дешёвым и обеспечивал меньшие потери платиноидов.
В середине 50-х годов ГИАПом был разработан двухступенчатый метод окисления аммиака, впервые применённый на Днепродзержинском заводе. Сущность метода состояла в том, что на первой стадии на платиноидной сетке происходило окисление аммиака на 80-90 %. Окисление завершалось на второй ступени на неплатиновом катализаторе в виде таблеток, значительно более дешёвом и долговечном. Степень конверсии достигала 97,5 %.
Технологический режим производства разбавленной азотной кислоты, благодаря разработкам ГИАП, претерпел много изменений по сравнению с первоначальным, когда содержание аммиака в воздушно-аммиачной смеси составляло 9-10 %. Содержание аммиака было увеличено до 12% (выше представлялось опасным), что повысило производительность контактных аппаратов и исключило предварительный нагрев воздуха до 150—250°С. горячими окислами азота, покидающими контактные аппараты. На установках, работающих под давлением, была повышена напряжённость на I кв.метр активной поверхности сетки с 400—450 кг аммиака в сутки до 650—700 кг, без снижения степени конверсии.
Во второй половине 40-х годов вместо 6 ступенчатой системы абсорбции окислов азота стали применять 8 ступенчатую.
В ГИАПе к 60 годам были разработаны несколько схем получения разбавленной азотной кислоты: под давлением 9 атм и 1 атм, комбинированные схемы под давлением — 7; 3,5 и 1,7 атм. Мощности производства составляли 240 и 500 тыс.тонн в год.
Для всех строящихся заводов, как наиболее прогрессивная, была принята комбинированная схема под давлением 3,5 атм. Эта схема имела ряд преимуществ перед другими: обеспечивала высокий процент конверсии и пониженный расход электроэнергии; процесс абсорбции под давлением 3,5 атм осуществлялся в одной башне с сетчатыми тарелками. Для утилизации тепла реакции окисления была предусмотрена установка прямоточных котлов без принудительной циркуляции воды, позволившая получать пар давлением 40 атм с перегревом его до 450°С.
ГИАП продолжает разработку более экономичных схем производства азотной кислоты по направлениям:
- создание систем высокой единичной мощности, работающих по комбинированной схеме;
- разработка высокоактивных избирательно действующих неплатиновых катализаторов окисления аммиака;
- более полное использование энергии сжатых отходящих газов и низкопотенциальной теплоты процессов путём создания полностью автономных энерготехнологических схем;
- создание замкнутого оборота охлаждающей воды;
- решение проблемы очистки отходящих газов с утилизацией оксидов азота путём внедрения адсорбционно-десорбционного метода очистки на силикагеле и цеолитах;
- более полное удаление остатков оксидов азота из отходящих газов с использованием в качестве восстановителей горючих газов и аммиака.

#### Производство концентрированной азотной кислоты
В период с 1925 года до начала З0-х годов для производства концентрированной азотной кислоты применялся единственный способ — концентрирование слабой азотной кислоты с помощью серной кислоты. Для этой цели использовались колонны диаметром 800 мм с 14-16-ю царгами и с одним вводом азотной кислоты и купоросного масла. Их производительность не превышала 20 тонн/сутки. Концентрирование отработанной серной кислоты производилось в аппаратах «Кесслера» и «Хемико» производительностью 60-70 тонн/сутки.
С 1933 года в Институте начались исследования процесса получения концентрированной азотной кислоты прямым синтезом. Ещё в довоенное время в ГИА были выполнены физико-химические исследования, необходимые для проектирования цехов производства концентрированной азотной кислоты прямым синтезом. В конце 30-х годов на Горловском азотно-туковом заводе была смонтирована опытная установка для отработки этого процесса. Были запроектированы цехи по производству концентрированной азотной кислоты прямым синтезом.
Исследованиями, проведёнными в ГИАП, было показано, что, возможно, интенсифицировать работу концентрационных колонн, если обеспечить предварительный нагрев азотной кислоты перед поступлением на синтез. Был введён и ряд других технических усовершенствований. В результате производительность колонн диаметром 1 метр в 40-50-х годах выросла до 80-90 тонн/сутки. Производительность концентраторов серной кислоты при тех же габаритах повысилась до 180 тонн/сутки. Позднее, после начала использования вместо мазута газа, производительность концентраторов серной кислоты была доведена до 200—240 тонн/сутки.
В 60-е годы было создано укрупнённое оборудование — концентратор азотной кислоты диаметром 1.5 метра, барабанный концентратор серной кислоты диаметром 3,5 метра.
Для получения азотной кислоты используются два метода: концентрирование разбавленной кислоты и прямой синтез из жидких оксидов азота.
При простом упаривании водой азотной кислоты нельзя получить продукт концентрацией выше азеотропа (68,5 %), для которого содержание азотной кислоты в парах и жидкой фазе одинаково. Чтобы увеличить концентрацию получаемой этим способом кислоты, её перегоняют в присутствии водоотнимающих средств (ВОС). Тогда при кипячении тройной смеси «Н2О-HNO3-ВОС» в парах уменьшается содержание водяного пара и возрастает содержание паров азотной кислоты. При конденсации паров образуется высококонцентрированная азотная кислота. При этом её концентрация зависит от состава тройной смеси и природы ВОС.
В существующих технологических схемах концентрирования разбавленной азотной кислоты в качестве ВОС используются техническая серная кислота концентрацией 92-93 % или концентрированный раствор (плав) нитрата магния, содержащий 80 % соли.

### История и развитие технологии ГИАП производства аммиачной селитры
В СССР аммиачная селитра была основным видом азотных удобрений. Она содержит 35 % азота в усвояемой форме и является наиболее дешёвым по стоимости азотным удобрением.
В конце 20-х годов на Чернореченском заводе был введён в эксплуатацию цех по производству аммиачной селитры. Её получали из синтетического аммиака, вырабатываемого по технологии Казале и азотной кислоты, производимой на установке системы Фишер и системы Дюпон.
До 1932 года установки по производству аммиачной селитры были небольшой мощности, периодического действия, и получение этого продукта было связано с большими затратами сырья и электроэнергии.
Процесс нейтрализации азотной кислоты аммиаком осуществляли в аппаратах полочного типа. Тепло нейтрализации, которое отводилось в трубчатых и змеевиковых холодильниках, не использовалось. Растворы аммиачной селитры упаривали в малопроизводительных выпарных аппаратах типа «Роберта». Кристаллизация упаренных растворов производилась в кристаллизаторах системы «Цана». Технологическое и конструктивное оформление процессов в подавляющем большинстве случаев было заимствовано за рубежом.
С 1932 года ГИА начал широко вести работы по определению многих физико-химических констант, необходимых для проектирования солевых производств. Одновременно была начата в содружестве с НИУИФ и ГИВД разработка новых методов получения азотных продуктов.
К недостаткам аммиачной селитры следует отнести её гигроскопичность и слёживаемость. Это долгое время затрудняло её использование в сельском хозяйстве. В связи с этим усилия исследователей ГИАП были направлены на изыскание более совершенных способов получения аммиачной селитры и на улучшение физических свойств готового продукта.
Была разработана технология проведения процесса нейтрализации под атмосферным давлением без отвода тепла. Она была проверена на опытной установке Чернореченского завода. После чего ГИАП стал проектировать все аппараты нейтрализации без давления с большей производительностью /до 700 тонн/сутки/. При этом получался раствор аммиачной селитры с концентрацией 82-84 %. Производительность действующих нейтрализаторов была резко повышена с 50 до 350 тонн/сутки только за счёт ряда конструктивных изменений аппарата.
Позднее был выполнен ряд других работ, связанных с усовершенствованием выпарных аппаратов. В ГИАПе была разработана конструкция горизонтальных выпарных аппаратов плёночного типа, вместо ранее применявшихся малопроизводительных аппаратов. Выпаривание производилось в «тонком» слое при большой скорости протекания раствора /20-25 метров /сек/. Поверхность выпарных аппаратов была доведена до 500 м². Важной вехой в развитии производства аммиачной селитры была разработка способа получения гранулированного продукта сферической формы. НИУИФ и ГИАП в 1933 году выполняли опытные работы по получению в полой башне из плава аммиачной селитры гранулированного продукта. В 1937 году на Кемеровском заводе была построена первая башня для получения гранулированной аммиачной селитры. Поскольку башни являются громоздкими и весьма дорогими сооружениями, в ГИАПе в последующие годы велись работы по их совершенствованию.
С 1947 года в ГИАПе совместно с НИУИФ велись работы по разработке способа получения неслёживающейся аммиачной селитры. Было разработано два способа. Первый — путём добавок продукта азотно-кислотного разложения доломитов. Второй — путём добавок азотно-кислотного разложения апатита и фосфоритов. Это была одна из самых крупных солевых проблем, решённых в ГИАПе.
В 50-60-е годы по типовым проектам ГИАП и Северодонецкого филиала было построено около 20 крупных цехов получения аммиачной селитры. В основу технологии был заложен процесс нейтрализации азотной кислоты газообразным аммиаком в аппаратах с использованием тепла нейтрализации (ИТН) под атмосферным давлением с получением 55 % раствора аммиачной селитры. Аппарат ИТН имел производительность 20-26 тонн/час. Крупным усовершенствованием, внедрённым в 60 годах, явилась установка на этих технологических линиях аппаратов по охлаждению выходящих из грануляционных башен гранул в кипящем слое.
В 70-е годы велась разработка плёночных доупарочных аппаратов — АС-67, и их внедрение в промышленность на Черкасском и других вновь создаваемых производствах Сотрудниками ГИАП в 1963 году был разработан способ получения пористой гранулированной аммиачной селитры, проверенный в 1970-73 гг. на опытной установке Кемеровского завода. Был выпущен проект цеха производительностью 100 тыс. тонн в год пористой гранулированной аммиачной селитры. Создано производство на этом и других комбинатах.
В результате к началу 80-х годов по объёму производства аммиачной селитры СССР занимал 1-е место в мире.
Только за последнее десятилетие существования СССР производство аммиачной селитры увеличилось более чем на 30 %. За указанный период ГИАПом выполнен большой объём исследовательских и проектно-изыскательских работ, позволивших улучшить качество товарного продукта, уменьшить выбросы в окружающую среду, снизить энерго- и трудозатраты, повысить эксплуатационную надёжность агрегатов.
В настоящее время основными способами производства аммиачной селитры являются: гранулирование в барабанах, приллирование в башнях, гранулирование в кипящем слое.
За годы своей деятельности ГИАП спроектировал свыше 50 установок получения аммиачной селитры в башнях приллирования различной конструкции и мощности по собственной технологии, которая является основой технологического портфеля ГИАП в части азотных удобрений. Данная технология может быть использована как для строительства новых производств, так и при модернизации действующих установок аммиачной селитры, направленной на увеличение их мощности и значительное снижение количества NH4NO3 и NH3, выбрасываемых в атмосферу с воздухом из башни приллирования.

### История и развитие технологии ГИАП производства метанола
Начиная c 1931 года в ГИА проводились исследования каталитической конверсии метана, его гомологов и непредельных углеводородов с водяным паром, кислородом, углекислым газом с целью получения как аммиака, так и метанола, других продуктов.
Создание в послереволюционный период промышленности синтеза аммиака, использующей в качестве сырья твёрдое топливо, предопределило развитие органического синтеза на базе водорода и окиси углерода.
Исследования в этой области, выполненные в Институте высоких давлений, дали возможность в 1934 году пустить первые цеха синтеза метанола. Проведённые в ГИАП исследования в области синтеза метанола позволили установить оптимальные температуру, давление и объёмные скорости процесса. Ими являлись: температура — 380°С, давление — 300 атм, объёмная скорость — 25 000 — 30 000. Также были определены оптимальные соотношения составных частей катализатора: хрома и цинка. Эти данные были использованы при проектировании новых цехов синтеза метанола.
Большое значение в развитии синтеза метанола сыграли упомянутые ранее работы по совмещённому использованию агрегатов синтеза аммиака для синтеза метанола, выполненные под руководством И. И. Гельперина в 1942 году. Они позволили обеспечить нужды страны в метаноле в военные годы. В послевоенное время усилиями работников ГИАП и Новомосковского химкомбината была усовершенствована технология и было осуществлено получение химически чистого метанола.
В 50-е годы метанольная тематика перешла в Северодонецкий филиал ГИАП. Благодаря разработкам Северодонецкого филиала ГИАП по метанолу, был выполнен комплекс теоретических, экспериментальных и опытно-промышленных исследований, позволивший создать новую технологию синтеза метанола на низкотемпературном катализаторе. В институте впервые была разработана технология переработки синтез-газа, сопутствующего производству ацетилена, в метанол.
За годы существования ГИАП Северодонецкий филиал внёс значительный вклад в разработку и внедрение новых технологических процессов получения метанола, ацетилена, аммиака, адипиновой, себациновой и уксусной кислот, калиевой селитры и других процессов.

## Награды
В 1976 году ГИАП награждён орденом Трудового Красного Знамени.

## Деятельность сегодня
Имея многолетний опыт работы и знания в области проектирования химических производств, Группа компаний ГИАП располагает разработками, на основе которых была создана крупнейшая в мире и передовая по уровню технических решений азотная промышленность в мире. Сегодня ГИАП готов предложить своим клиентам современные эффективные решения для реализации проектов по реконструкции, модернизации существующих или созданию новых производств аммиака, метанола, ацетилена, водорода, азотных удобрений, адипиновой кислоты.
В 2018 году в ГИАПе был создан ЕРС-дивизион, который отвечает за выполнение комплексных работ под ключ, начиная с выбора технологий до вывода объекта на проектные мощности. EPC-подход ГИАП к работе над проектом подразумевает единую сквозную ответственность, единую стратегию, учитывающую все нюансы проекта, что гарантирует оптимально цельное технологическое решение и экономическую эффективность для клиента.
Сегодня Группа компаний «ГИАП» имеет единую систему управления процессами производства научно-технической продукции, проектированием, строительством и единую систему финансового управления.
- Инженерная мощность более 700 000 инженерных часов в год
- Большой опыт компаний в области химической промышленности
- Квалификация и практический опыт персонала позволяют осуществлять наиболее сложные проекты
- Тщательное планирование и контроль сроков выполнения работ
- Компания имеет все необходимые разрешительные документы, лицензии для полного проектно-технологического объёма работ в химической и нефтехимической индустрии на территориях России, других стран СНГ, Украины.
- Устойчивые научно-технические и коммерческие отношения с иностранными компаниями.